# Trobaso
Trobaso est une frazione de Verbania dans la province du Verbano-Cusio-Ossola dans le Piémont.

## Géographie
Trobaso est située à l'embouchure des deux vallées du Verbano : la Val Grande et la Valle Intrasca (it) d'où descendent les rivières respectives, San Bernardino et San Giovanni.

## Histoire
Elle est mentionnée dès le XIe siècle sous le nom de Turbaxis.
Une pierre tombale avec des lettres celtiques et latines y a été découverte. Trobaso était la capitale du doyenné de San Pietro et servait de carrefour pour le trafic économique entre Intra et les vallées.
Elle maintient son indépendance administrative jusqu'en 1932, année où elle est absorbée par la municipalité d'Intra laquelle le sera par Verbania.